# 李容鎬
李容鎬（：／ Lee Yong-ho，1960年3月20日—），大韓民國政治人物，第20到21屆國會議員。